# Мормер Морея

Герб графа Мореї.

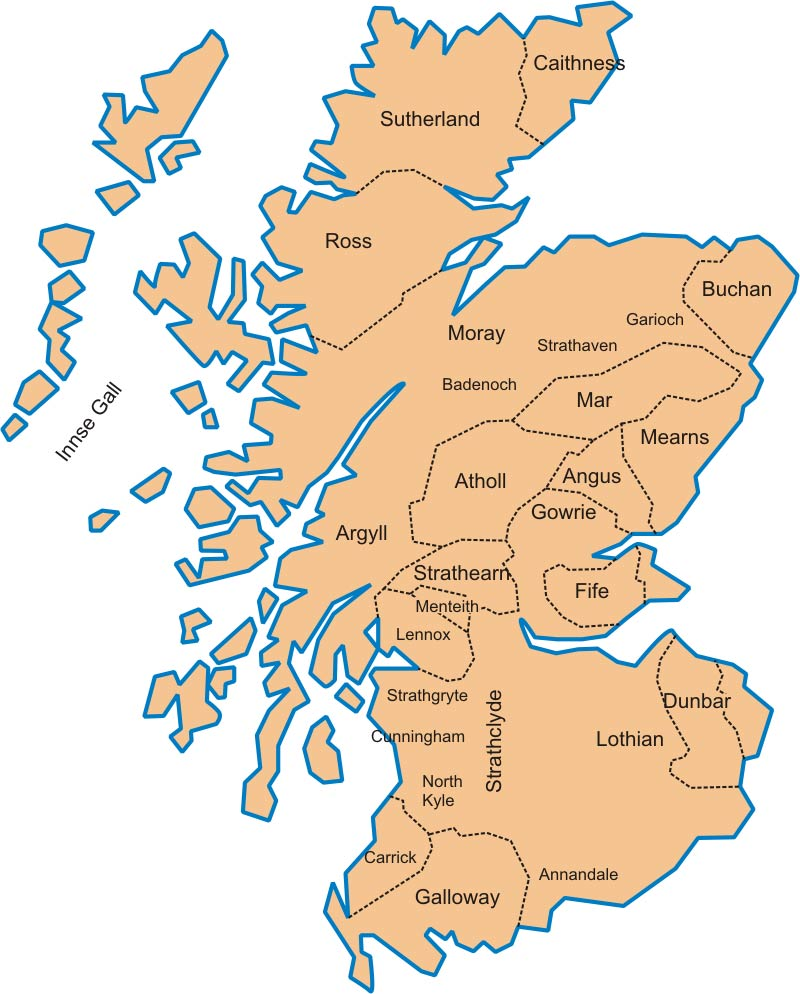
Середньовічна Шотландія.

Мормер Морея (англ. Kingdom of Moray, ірл. Muireb, Moreb; лат. Muref, Moravia, шотл. гел. Moireabh),  — васальне королівство, що існувало в ранньому середньовіччі на півночі Шотландії. Королівство було ліквідоване королем Шотландії Давидом І у 1130 році. Нинішнє графство Морея є лише невелика частина колись могутнього королівства Морея, що охоплювало землі Спей, Інвернесс, Елгін, Великий Глен, Бьюкен, Росс, Мар.

## Історія королівства Морея

### До 1130 року— династії від Фіндлайха до Енгуса
До 843 року територія королівства Морея була частиною території королівства піктів.
У Х столітті королівство Морея охоплювало значні території — від Друмохтера на півдні до земель Кейтнеса та Сазерленда на півночі, від Бьюкена на сході до Атлантичного океану на Заході.
Ісландська сага «Ньял» (норв. — Njal) згадує мор мерів та королів північної Шотландії Х століття, а саме: Ярла Мелстарта (норв. — Jarl Melsnatr, гельск. — Máel Snechtai) — Мела Снехтай — Мела Сніжного, короля Мелкофра (норв. — Melkofr, гельск. — Máel Coluim) — Мела Колуйма. Правління обох датується часом 976—995 роки. Проте невідомо ні про жодного короля з таким іменем, що правив би в Шотландії.
Королівство було під владою династії кельтських королів, що походили з тої ж династії, що і засновники королівства Шотландія — від королів Дал Ріади. До королів Мореї належить відомий король Шотландії Макбет (МакБех) (1040—1057). Його батько — Фіндлех прославився у війні з вікінгами. Він був одружений з Донадою — другою дочкою короля Малкольма II. Правителі Мореї носили титул Ri — король, але частіше до них застосовували титул мормер або великий стюард.
В ірландських літописах є запис про вбивство Фіндлеха мак Руайдрі (ірл. — Findláech mac Ruaidri) — мормера Мореї в 1020 році сином його брата Мелом Брігте (ірл. — Mael Brigte). В цьому повідомленні пишеться, що Фіндлех та Мел Колуйм (ірл. — Mael Coluim) були обидва королями Альби, а не Мореї. Це, очевидно, помилка. Брат і наступник Мела Колуйма — Гілле Кемгайн (ірл. — Gillie Coemgáin) вказується як мормер Мореї. Смерть Мела Колуйма — сина Мела Брігте датується 1029 роком. У 1032 році брат Гілла Кемгайна був вбитий разом з 50 його людьми.
Наступником Гілла Комгайна, а можливо і його вбивцею був Макбет (МакБех) — Мак Бехад Мак Фіндлайг (гельск. — Mac Bethad mac Findlaig). Макбет одружився з вдовою Гілла Комгайна — Груох (гельск. — Gruoch) — принцесою з династії Мак Альпін. Він став королем Шотландії після перемоги і вбивства короля Шотландії Дункана І (Доннхада ва Майл Холуйма — гельськ. — Donnchad ua Mail Choluim) в бою. Пізніші джерела стверджують, що Макбет претендував на шотландський трон через свою матір — в родоводі його простежувалось споріднення з династією королів Дал Ріади. В родоводі також сказано, що батько його був Фіндлеха, а дід — Руайдрі. І що Макбет походить від династії Лоарн (гельск. — Loarn).
Родовід Макбета вказує на те, що династія королів Мореї виникла з династії королів Дал Ріади. Але, можливо, Морея було окремим королівством протягом тривалого часу і династії цих королів незалежні від династії Кеннета Мак Альпіна. Можливо, вони якось споріднені з династіями королів Альби. Морея деякий час виступала буфером між вікінгами і королівством Шотландія. Правителі Мореї з повагою згадуються у скандинавських джерелах, зокрема, в таких як «Оркнейська Сага».
Макбет у свою чергу був сам вбитий у 1057 році. Після цього його пасинок Лулах (гельск. — Lulach) — син Гілла Комгайна та, імовірно, Груох, претендував на престол Шотландії, але загинув у 1058 році. Син Лулаха — Мел Снехтай (гельск. — Mael Snechtai) помер у 1085 році і згадується як «король Мореї». Пізніше граф Ед або Гех згадується у королівській грамоті XII століття, можливо він теж був мормером чи королем Мореї. Останнім з правлячої династії королем або графом Мореї був Енгус (Ангус) — син дочки Лулаха. Енгус почав війну проти короля Шотландії Давида І, але був розбитий і вбитий в Стракахро (гельск. — Stracathro) в Ангусі і 1130 році. Королівство Морея було ліквідоване королем Шотландії Давидом І.
Після смерті Енгуса пройшла швидка феодалізація Мореї (до того Морея мала чисто клановий суспільний устрій). Феодалізацію здійснив Флеммінг Фрескін — норманський феодал фламандського походження. Його нащадки взяли собі прізвище «де Морев» — Морейські. Потім вони стали графами Сазерленд у XIII столітті. Твердження про те, що Вільям Фітц Дункан був останнім мормером Мореї необґрунтоване і його претензії на шотландський трон були невдалими. Малкольм МакГех повстав проти короля Давида І, але пізніше став графом Росс. Можливо він був споріднений з королями Мореї. Пізніші його претензії на Морею були невдалими.

### Після 1130 року— знищення королівства Морея
Ліквідація королівства Морея Давидом І у 1130 році не поклали кінець провінції та проблемам управління цим краєм для королів Шотландії. У XIII столітті Морея згадується як країна окрема від Шотландії. Навіть коли королівство Шотландія приєднало землі далеко на півночі і острови на північ від Шотландії, Морея згадується як особлива земля. Кельтський літопис «Книга Оленя» пише про впорядкування земель та суспільства в Мореї.
Королі Шотландії протягом ХІІ — XIII століття намагались утвердити на цих землях покірних їм феодалів. Особливо успішно їм це вдавалося здійснити в прибережних районах Лайх, Спей, Інвернесс. З 1130 по 1230 роки королі Шотландії встановлювали шерифства і ставили підпорядкованих їм шерифів в Інвернесс, Наїм, Форрес, Елгін забезпечуючи цим королівську владу в цій провінції.
Розширення королівської влади супроводжувалось розселенням іммігрантів в землях Лайх. Землі дарували прихильникам короля. Найважливішим з них був Флеммінг Фрескін — норман фламандського походження. Його нащадки пізніше стануть вождями клану Сазерленд. Інша гілка клану стала кланом Маррей (від назви королівства Морея), від вождів цього клану виникла династія графів Атолл.
Зміни в землях колишнього королівства Морея охопили і релігійне життя. До 1130 року церквою в королівстві керував єпископ Мореї. Єпархія Мореї з центром в Елгіні була встановлена тільки в XIII столітті і збудовані церкви в Блі, Плускардені, Кінлоссі.
На території Мореї постійно виникали спроби відродити окреме королівство Морея або графство Морея в його колишніх межах і цим кидався виклик королю Шотландії. Такі вожді як Вімунд мак Ангус, клан МакВільям зібрали союзників у гірській частині Мореї і почали війну з королем, що тривала в 1140—1220 роках. Королі придушували повстання і роздавали землі Мореї своїм васалам. Морея від Грейт Глен до Страхбогі була розділена між шістьма кланами. Найбільш могутніми з них були клани Комін, лорди Баденох, лорди Лохабер.
Повстання проти королів Шотландії підняв Гех — зять Лулаха, але скоро був розбитий. У 1130 році він помер, повстання підняли його сини — Енгус та Малкольм. У 1130 році Енгус загинув, а Малкольма видали королю і він був кинутий у тюрму в Роксборо. Давид приєднав королівство Морей до шотландської корони.
У 1134 році на території Мореї спалахнуло нове повстання, яке очолив священник Вімунд, що проголосив себе сином короля Мореї, але потім він помирився з королем Давидом.
У 1153 році, користуючись неповноліттям короля Малькольма IV, в Мореї під проводом правнука Лулаха Малькольма Мак Геха спалахнуло нове повстання. Спочатку його підтримав Сомерленд — король Островів, що теж претендував на корону Мореї, але не дивлячись на це повстання в 1156 році було придушене.

### 1296—1340 роки: Морея та війна за незалежність Шотландії
Морея була важливою землею під час війни за незалежність Шотландії у 1296—1340 роках. Проте на землях Мореї було мало боїв — англійська армія тільки тричі проникали в Морею — в 1296, 1303 та 1335 роках. Англійська окупація Мореї мала місце тільки в 1296—1297 роках. Роберт І Брюс розглядав Морею як базу для своїх союзників у війні з Англією та ворожим йому кланом Комін. У 1312 році Роберт Брюс відновив графство Морея для свого племінника Томаса Рандольфа — І графа Мореї. У графство були включені всі старі землі Лайх.
Син Томаса — Джон Рендольф був вбитий у 1346 році і не залишив нащадків. Сила інших кланів, таких як Комін, Страхбогі занепала в той час. Землі Мореї в той час контролювали клани Доннахайд, конфедерація кланів Хаттан, що зосереджувались в Баденох. Це викликало бажання інших кланів утвердитись в землях Мореї. Зокрема на Морею претендували клан Стюарт та клан Дунбар. У 1372 році Морея була розділена між Джоном Данбаром (отримав прибережні райони) та Олександром Стюартом — улюбленим сином короля Роберта II (отримав гори Баденох). Інші області Мореї отримали графи Росс, Мар, Бьюкен.
Подальша історія Мореї є історією графства Морея.

## Королі та мормери Мореї
- Фіндлех мак Руайдрі (гельск. — Findláech mac Ruaidrí) (1014—1020)
- Мел Колуйм мак Майл Брігті (гельск. — Máel Coluim mac Máil Brigti) (1020—1029)
- Гілле Кемгайн мак Майл Брігті (ірл. — Gille Coemgáin mac Máil Brigti) (1029—1032)
- Мак Бехад мак Фіндлайх (гельск. — Mac Bethad mac Findláich) (1032—1057)
- Лулах мак Гілле Кемгайн (гельск. — Lulach mac Gille Coemgáin) (1057—1058)
- Мел Снейтай мак Лулайх (гельск. — Máel Snechtai mac Lulaich) (1058—1078/1085)
- Енгус (гельск. — Óengus) (? — 1130)
- Вільям фітц Дункан (шотл. — William fitz Duncan) (1130—1147)